# 1962 en Ontario
Chronologie de l'Ontario
- 1958
- 1959
- 1960
- 1961
- 1962
- 1963
- 1964
- 1965
- 1966

Cette page concerne les événements survenus en 1962 dans la province canadienne de l'Ontario.

## Politique
- Premier ministre :  John Robarts du parti progressiste-conservateur de l'Ontario.
- Chef de l'Opposition :
- Lieutenant-gouverneur :
- Législature :

## Décès
- 12 janvier : James Garfield Gardiner, premier ministre de la Saskatchewan (° 30 novembre 1883).
- 3 mars : Cairine Wilson, première femme sénatrice du Canada (° 4 février 1885).
- 23 octobre : John Thomas Haig (en), député provincial d'Assiniboia (1914-1915) à l'Assemblée législative du Manitoba et sénateur (° 15 décembre 1877).
- 21 novembre : Francis Amyot, céiste (° 14 septembre 1904).